# علي غيربا
علي نغون غيربا (بالإنجليزية: Ali Ngon Gerba)‏ (مواليد 27 يوليو 1982 في ياوندي) لاعب كرة قدم كندي دولي يجيد اللعب في خط الهجوم . يلعب حاليا لصالح نادي مونتريال إمباكت الكندي منذ 2010 .

## روابط خارجية
- علي غيربا على موقع الدوري الأمريكي (الإنجليزية)
- علي غيربا على موقع قاعدة بيانات كرة القدم.إي يو (الإنجليزية)
- علي غيربا على موقع ناشيونال فوتبول تيمز (الإنجليزية)
- علي غيربا على موقع Soccerbase.com (لاعب) (الإنجليزية)
- علي غيربا على موقع Soccerway.com (الإنجليزية)
- علي غيربا على موقع كووورة